# Multiverso simulado
Multiverso de Nivel IV, según la clasificación de Max Tegmark, basado en la Teoría matemática de la información, más concretamente en la Teoría cuántica de la información, y la hipótesis del Universo digital. Es uno de los tipos de multiverso propuestos por Brian R. Greene, y también podría llamarse ciberverso. El universo podría ser imaginado como si fuera una simulación tipo Matrix. Debido a los avances tecnológicos de una especie alienígena o de nosotros mismos en el futuro, podría darse el caso de que sus miembros decidan recrear universos completos por ordenador.